# Cheilotrichia melanostyla
Cheilotrichia melanostyla är en tvåvingeart som beskrevs av Alexander 1970. Cheilotrichia melanostyla ingår i släktet Cheilotrichia och familjen småharkrankar. Inga underarter finns listade i Catalogue of Life.